# لاسي فيرين
لاسي فيرين (Lasse Virén؛ مورسكولا، 22 يوليو 1949) عداء فنلندي سابق للمسافات الطويلة، أحرز أربع قلائد ذهبية في دورتي ميونخ 1972 ومونتريال 1976 الأولمبيتين الصيفيتين. استعاد فيرين بذلك صورة «الفنلنديون الطائرون» التي صنعها عداؤون أمثال هانيس كولهماينن وبآفو نورمي وفيلي ريتولا في العشرينات.
وهو لاعب أولمبي لرياضة ألعاب القوى من فنلندا. شارك في الأولمبياد الصيفي في 1972–1976، وفاز بما مجموعه 4 ميداليات.

## الميداليات
| ذهب | فضة | برونز | المجموع |
| 4   | 0   | 0     | 4       |

## روابط خارجية
- لاسي فيرين على موقع IMDb (الإنجليزية)
- لاسي فيرين على موقع الموسوعة البريطانية (الإنجليزية)
- لاسي فيرين على موقع إن إن دي بي (الإنجليزية)

- لاسي فيرين على موقع الاتحاد الدولي لألعاب القوى (الإنجليزية)
- لاسي فيرين على موقع الاتحاد الأوروبي لألعاب القوى (الإنجليزية)
- لاسي فيرين على موقع رابطة إحصائيات سباق الطريق (الإنجليزية)
- لاسي فيرين على موقع اللجنة الأولمبية الدولية (الإنجليزية)
- لاسي فيرين على موقع أوليمبيديا (الإنجليزية)